# Arthur Troop

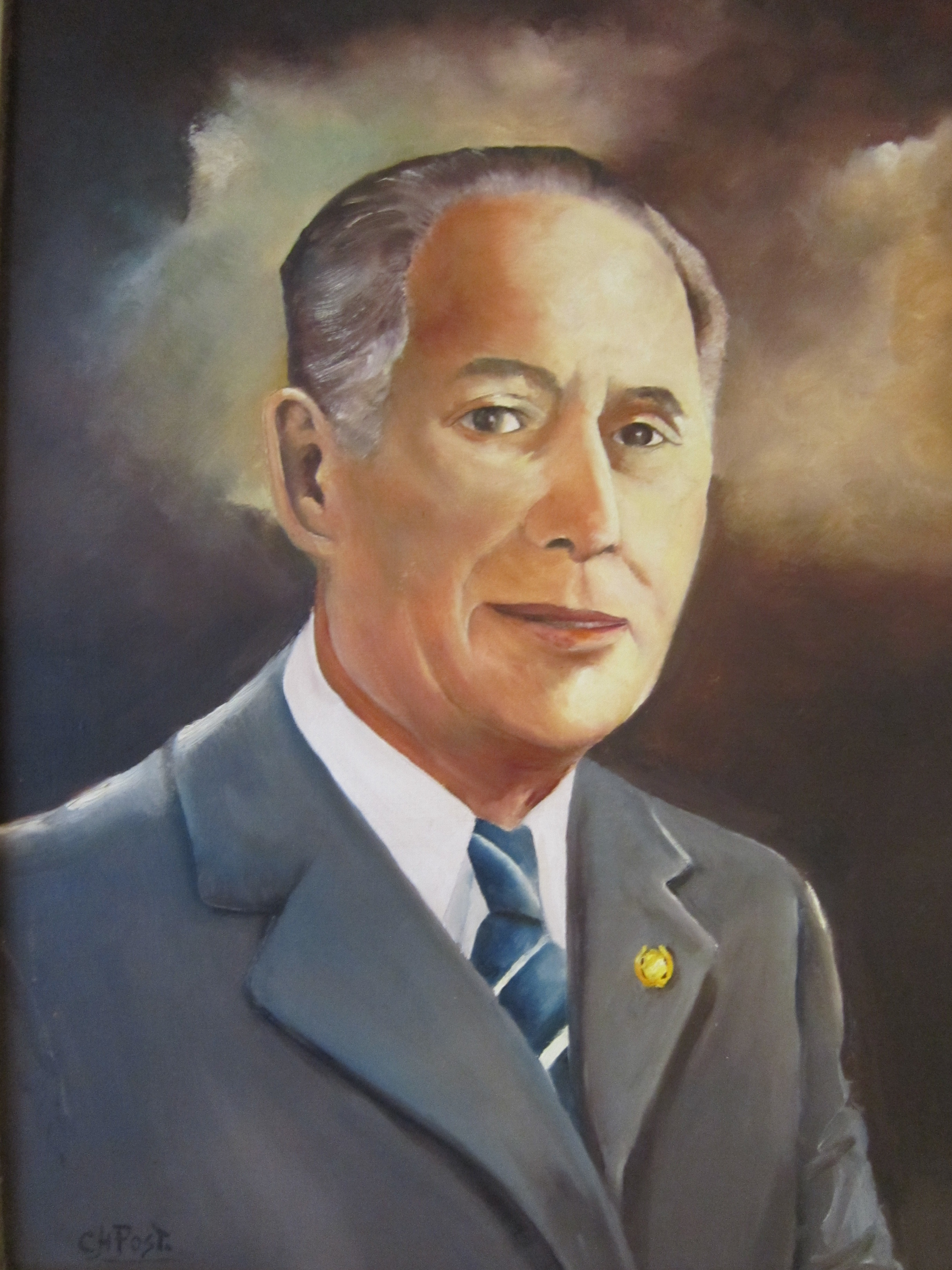
Arthur Troop

Arthur Troop (Lincoln, 15 december 1914 - 30 november 2000) was brigadier bij het politiekorps in Lincolnshire, Engeland en de oprichter van de International Police Association.

## Biografie
Arthur Troop begon zijn werkende leven als monteur, echter snel kreeg hij belangstelling voor andere zaken. Zo begon hij economie en sociale wetenschappen te studeren aan het Ruskin College in Oxford. In zijn vrije tijd deed hij ook nog een studie Russische geschiedenis. Hierdoor kreeg hij in 1934 een beurs voor Moskou en Leningrad. Na de genoemde studies volgde hij nog op de Avoncroft Agricultural College in Evesham, Worcestershire een landbouwstudie.
Op 19 juni 1936 solliciteerde hij bij de politie in Lincolnshire. Hij was daar werkzaam op diverse afdelingen, echter hij specialiseerde zich later in het verkeer.
Na de Tweede Wereldoorlog bracht hij zijn ideeën tot werkelijkheid, om wereldwijd een politievriendenclub te realiseren. Arthur Troop geloofde in de positieve eigenschappen van vriendschap, vandaar dat het motto van de vereniging ook is: 'Dienen door vriendschap'. 
In die tijd was het Esperanto een taal voor iedereen in opmars, vandaar dat hij het motto in deze taal schreef: "Servo per Amikeco".
Hij stierf op 30 november 2000.